# Uchi-mata

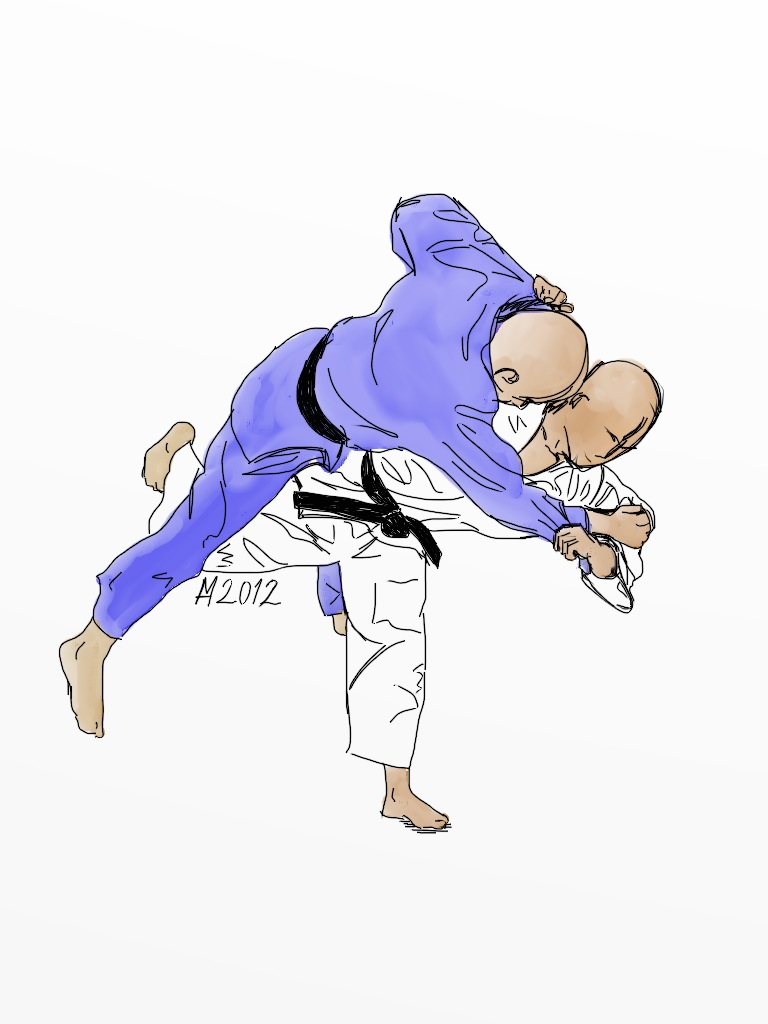
Exécution de Uchi-Mata

La jambe droite vient faucher par sa face arrière la partie interne de la cuisse du partenaire soulevé par le bras et l'épaule droits engagés sous son bras droit.

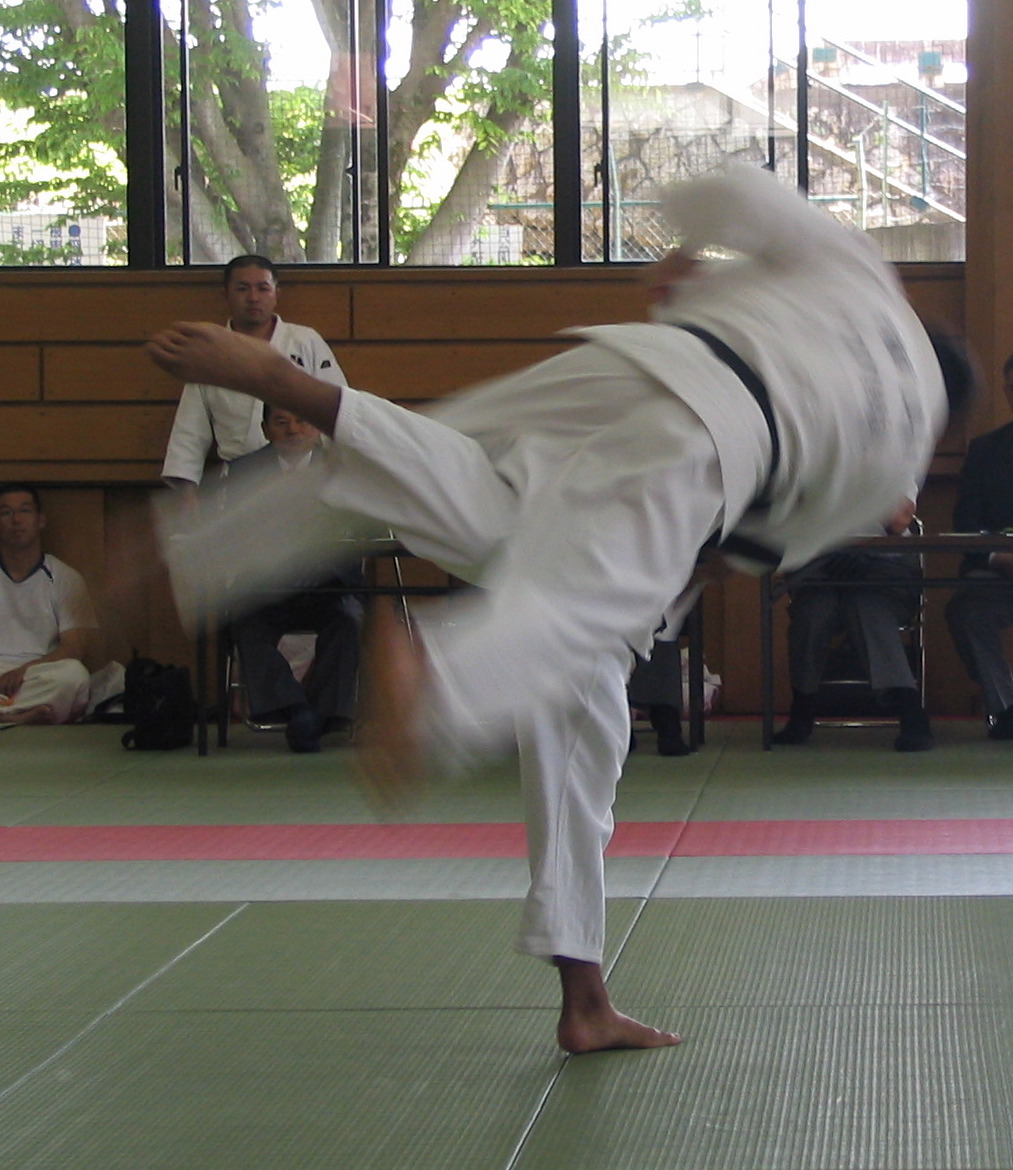
Position de fin de fauchage.

Uchi-mata (fauchage par l'intérieur de la cuisse, en japonais : 内股) est une technique de projection du judo. Il s'agit d'une technique de fauchage par la jambe qui vient faucher à l'intérieur des cuisses du partenaire.

## Terminologie
- Uchi :  intérieur
- Mata : intérieur des cuisses

## Technique
La technique est la combinaison de deux actions :
- un déséquilibre avant latéralisé assez puissant.
- un fauchage à l'intérieur des cuisses avec la jambe.

Points particuliers :
- le déséquilibre avant peut être amené grâce à un puissant mouvement de rotation de Tori. Plus la rotation est rapide et le déséquilibre ample, plus le mouvement est efficace.
- l'action du bras de Tori est cruciale : le bras souvent placé au revers ou derrière le dos de Uke doit aider dans l'impulsion qui amène le déséquilibre. Le mouvement de traction éventuellement rotatif du bras de Tori doit aussi accompagner le fauchage.

Le mouvement existe sur deux formes :
1. Okurikomi[1] Uchi Mata : forme ressemblant à Hane Goshi. Si Tori effectue la technique du côté A alors le fauchage s'effectue à l'intérieur de la jambe A d'Uke.
2. Ashi Uchi Mata : Si Tori effectue la technique du côté A alors le fauchage s'effectue à l'intérieur de la jambe B d'Uke. Cette dernière est la forme de base d'Uchi Mata. Elle reste cependant la moins utilisée. Elle se décline elle-même en trois formes :
  1. Ko Uchi Mata : fauchage en bout de jambe.
  2. O Uchi Mata : fauchage en milieu de jambe.
  3. Taka Uchi Mata : fauchage en haut de la jambe.

## Célèbres spécialistes
Ils sont nombreux mais on peut citer parmi les grands experts : Toshiro Daigo, Yoshihiko Yoshimatsu, Takehide Nakatani, Hirofumi Matsuda, Fumio Sasahara, Yasuhiro Yamashita, Kosei Inoue, Keiji Suzuki, Hitoshi Sugai, Shohei Ono, Jōshirō Maruyama, Sotaro Fujiwara. Chez les Occidentaux, on trouve Anton Geesink, Vladimir Nevzorov, Thierry Rey, Marc Alexandre, David Douillet, Teddy Riner, Vitali Makarov, Ingrid Berghmans, Paulette Fouillet, Ulla Werbrouck, Morgane Ribout, Barbara Harel.